# Areca novohibernica
Espèce
Synonymes
- Areca guppyana Becc.[2] [3]
- Areca novohibernica var. salomonensis Burret[3]
- Areca salomonensis (Burret) Burret ex A.W.Hill & E.J.Salisbury[3]
- Areca salomonensis Burret[2]
- Nenga novohibernica Lauterb.[3]

Statut de conservation UICN

 DD  : Données insuffisantes
Areca novohibernica est une espèce de plantes du genre Areca de la famille des Arecaceae.